# Charles de Marliave
 (mai 2020).
Charles de Marliave, né le 23 mai 1885 à Lorient et mort le 10 février 1969 à Grenoble, est un ingénieur et industriel français, président de la Compagnie des mines d'anthracite de La Mure et descendant d'une famille aristocratique de la région de Toulouse.

## Biographie

### Jeunesse et études
Élève à l'école des Dominicains de Sorèze (Tarn) de 1896 à 1902 puis à l'école Massillon à Paris de 1902 à 1905, Bachelier ès-Lettres et ès-Sciences, Charles de Marliave entre à l'école polytechnique en 1905 et en sort quinzième en 1907, dans le corps des ponts et chaussées. Après une année passée à Alger comme sous-lieutenant du Génie, et trois années à l'école des Ponts-et-Chaussées, il est nommé, en juin 1911, ingénieur à Perpignan. Il construit en Roussillon des chemins de fer à traction électrique, alors tout nouveaux, et étudie l'agrandissement du port de Port-Vendres.

### Première Guerre mondiale
En avril 1914, il part pour la Crète, comme adjoint au Chef d'une mission française qui doit construire des ports, des routes et des chemins de fer. La déclaration de la Première Guerre mondiale le ramène en France, en août 1914, pour y prendre part. Il participe à la guerre comme lieutenant puis comme capitaine des transmissions. Il a été appelé sur la plupart des champs de bataille du front français (Belgique, Flandres, Somme, Aisne, Champagne, Argonne, Verdun, Lorraine). Il dirige les transmissions, d'abord d'une divisions, puis d'un corps d'armée. En mars 1918, nommé instructeur auprès de l'armée grecque, il séjourne d'abord à Athènes, ensuite à Salonique où la guerre se conclut en octobre 1918 par la victoire des armées alliées.

### Compagnie des Mines d'anthracite de la Mure
Rappelé en France, en janvier 1919, de Salonique, où il se trouve à la fin de la Guerre, il passe une année et demie au Ministère des Régions libérées. En juin 1920, il demande sa mise en congé hors Cadres, pour assumer la direction générale de la Compagnie des Mines d'anthracite de la Mure. Il en deviendra administrateur délégué en 1934, au décès de son beau-père, Henry de Renéville, et président en 1940.
En 1925, Charles de Marliave entreprend des recherches étendues dans les Landes, pour la création d'une mine de lignite. Ces recherches aboutissent à la découverte, à Arjuzanx, d'un important gisement de 200 millions de tonnes, exploitables à ciel ouvert. Une centrale est d'abord installée à Hostens, par la Société minière et électrique des Landes, fondée pour l'exploitation et l'utilisation du lignite. Après la nationalisation, de cette société au bénéfice d'Électricité de France en 1946, une centrale sera créée à Arjuzanx.

### Deuxième Guerre mondiale
Mobilisé en août 1939, Charles de Marliave est lieutenant-colonel de réserve. Il commande d'abord le dépôt de génie à Versailles, puis reçoit, en janvier 1940, le commandement des transmissions de l'Armée des Alpes. Après sa démobilisation en juillet 1940, il assume, dès la fin de la même année, la présidence de la Compagnie des Mines d'anthracite de la Mure.

### Nationalisation et investissement dans le pétrole
En 1946, la Compagnie des Mines d'anthracite de la Mure est nationalisée, ainsi que la Régie des Charbonnage de Colomb-Béchar et la Société minière et électrique des Landes.
Sous son impulsion, la Société La Mure, restée indépendante, développe la distribution du pétrole et y acquiert en quelques années une place importante. Elle prend ensuite des intérêts dans le raffinage et la pétrochimie, par son alliance avec l'Union des Pétroles et la création des Sociétés La Mure-Union et Rhône-Alpes.

## Écrits
- Les Alpes, terre de grandeur, terre de labeur, 1959 (préface)
- Les Mines d'anthracite de La Mure, 1806-1946, Arthaud, 1955